# Тойгн
Тойгн (нім. Teugn) — громада в Німеччині, знаходиться в землі Баварія. Підпорядковується адміністративному округу Нижня Баварія. Входить до складу району Кельгайм. Складова частина об'єднання громад Зааль-ан-дер-Донау.
Площа — 17,08 км2. Населення становить 1718 ос. (станом на 31 грудня 2020).

## Галерея

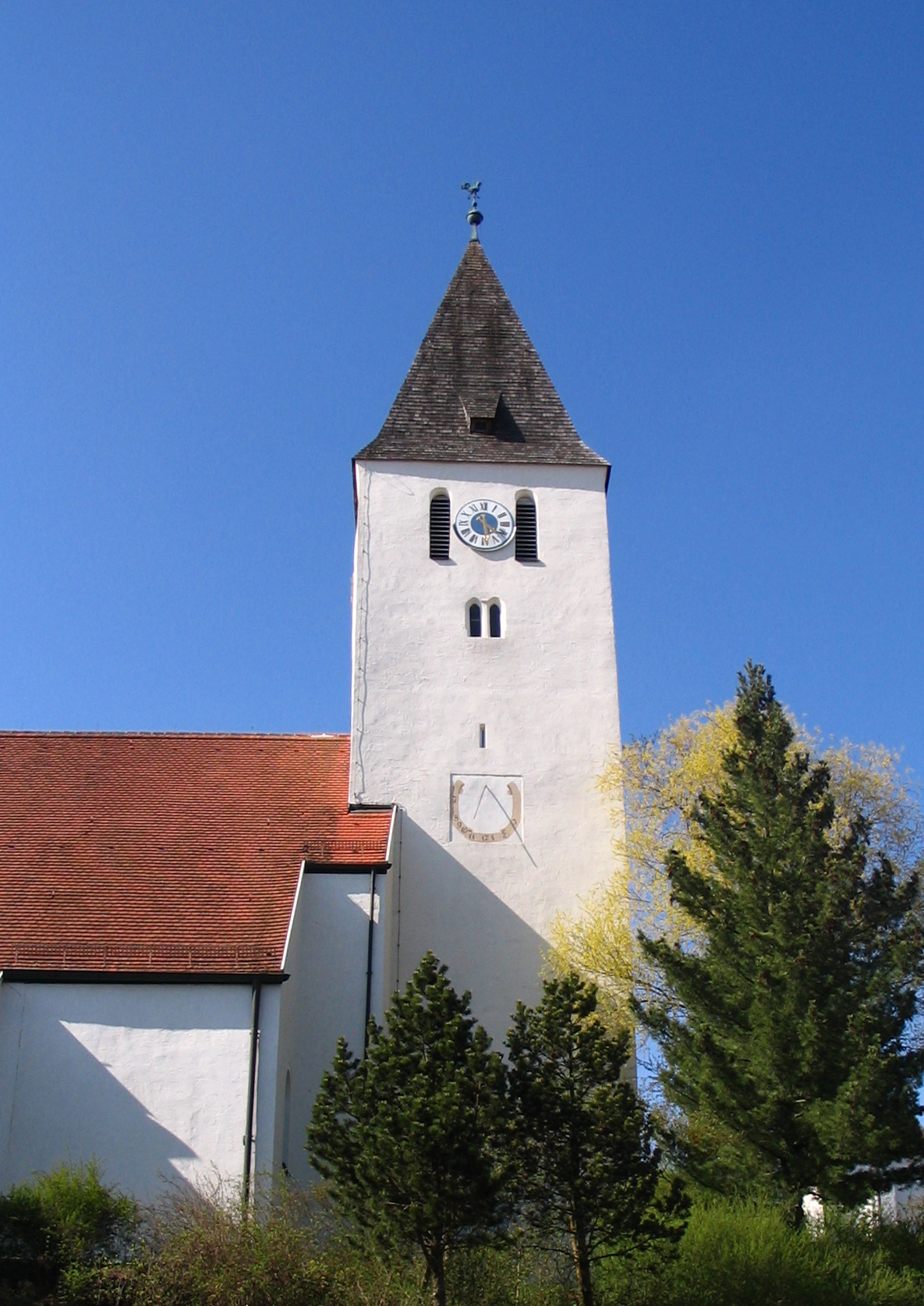